# Aludel

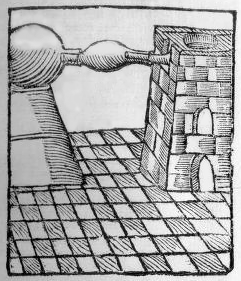

Aludel (via spanskan från arabiskan, al-uthal =kärl) är en enkel destillationsanordning, konstruerad av päronformade, i båda ändar öppna och i varandra trädda lerkärl.
Aludlar användes tidigare i Spanien, särskilt för framställning av kvicksilver.